# Старое Котомино
Старое Котомино — опустевшая деревня в Тонкинском районе Нижегородской области. Входит в сельское поселение Пакалевский сельсовет.

## География
Находится на расстоянии примерно 37 километров по прямой на юго-запад от районного центра поселка Тонкино.

## История
Известна с 1723 года. В 1870 году было учтено дворов 20 и жителей 101, в 1916 году 31 и 172 соответственно. Был развит лесной  промысел. В годы коллективизации был основан колхоз им.XVII партсъезда.

## Население
Постоянное население  составляло 1 человек (русские 100%) в 2002 году, 0 в 2010 .